# Скужин (Любуське воєводство)
Скужин (пол. Skórzyn, нім. Skyren) — село в Польщі, у гміні Машево Кросненського повіту Любуського воєводства.
Населення — 284 особи (2011).
У 1975-1998 роках село належало до Зеленогурського воєводства.

## Демографія
Демографічна структура станом на 31 березня 2011 року:
|          | Загалом | Допрацездатний вік | Працездатний вік | Постпрацездатний вік |
| -------- | ------- | ------------------ | ---------------- | -------------------- |
| Чоловіки | 141     | 35                 | 94               | 12                   |
| Жінки    | 143     | 20                 | 91               | 32                   |
| Разом    | 284     | 55                 | 185              | 44                   |